# Centaurea alveicola
Centaurea alveicola — вид квіткових рослин айстрових (Asteraceae). Ендемік Іраку.

## Біоморфологічна характеристика
Багаторічні рослини до 150 см заввишки, з товстим м'ясистим стрижневим коренем, частинами часто голі. Стебло розгалужене від середини роздвоєними гілками; листя стає червонуватим або багряним при в'яненні; обгортки 23–28 × 13–18 мм. Квіти жовті; центральні квітки гермафродитні, до 40 мм завдовжки; периферійні квітки безплідні, не променисті, коротші за центральні, 5-лопатеві з ниткоподібними відгинами. Сім'янки ланцетні довгасті, 4,5–5,5 × 2,5–3,0 мм, жовтувато-блискучі, голі або слабоволосисті. Папуси 8–9 мм завдовжки, внутрішні 2,5–4,0 мм.

## Екологія
Росте на крутих пагорбах, узбіччях доріг, долинах, іноді щебенистих або навіть трохи кам'янистих, на висоті 100–500 м над рівнем моря.